# علم اتحاد الجمهوريات العربية
علم اتحاد الجمهوريات العربية، كان علم اتحاد كونفدرالي بين مصر وليبيا وسوريا بين عامي 1972 و1977. يتكون العلم من ثلاثي ألوان أفقي بالأحمر والأبيض والأسود، يتوسطه صقر قريش الذهبي في منتصف الشريط الأبيض.
تخلت ليبيا عن استخدام هذا العلم في عام 1977 بعد انسحابها من الاتحاد، تأسس معمر القذافي لـ الجماهيرية العربية الليبية الشعبية الاشتراكية، واعتمد علمًا أخضر بالكامل.
واصلت مصر وسوريا استخدام علم اتحاد الجمهوريات العربية حتى أوائل الثمانينيات. اعتمدت سوريا علم الجمهورية العربية المتحدة السابق في عام 1980، ومصر في عام 1984. واستمرت سوريا في استخدام علم 1980 حتى عام 2024.

## أعلام الدول الأعضاء
استخدمت سوريا علم الاتحاد دون تعديل، بينما أضافت مصر وليبيا اسم الدولة أسفل شعار الدولة.

علم مصر المستخدم حتى عام 1984، أي بعد سبع سنوات من حل الاتحاد
علم ليبيا المستخدم حتى عام 1977
علم سوريا المستخدم حتى عام 1980، أي بعد ثلاث سنوات من حل الاتحاد

## معرض الصور

علم مصر قبل عام 1972
علم ليبيا قبل عام 1972
علم سوريا قبل عام 1972

علم مصر بعد عام 1984
علم ليبيا بعد عام 1977
علم سوريا بعد عام 1980